# Fred Merkel
Fred Nels Merkel (Stockton, 28 september 1962) is een voormalig Amerikaans motorcoureur en was tijdens zijn actieve carrière als „Flying Fred” bekend.

## Carrière
Merken begon zijn carrière met dirttrack-races en reed in de jaren 1981 en 1982 in de 250 cc-klasse van het Amerikaans kampioenschap en sloot deze op respectievelijk de derde en tweede plaats af. 
Vanaf 1983 startte Merkel voor Honda in het AMA Superbike Championship en kon de serie in de jaren 1984, 1985 en 1986 winnen. Daarnaast was hij bij de 8 uren van Suzuka in 1984 de overwinnaar en kon in het seizoen 1991 met Honda het Italiaans kampioenschap superbike winnen.
In 1988 maakte Merkel de overstap naar het nieuw opgerichte wereldkampioenschap superbike, waar hij voor het Italiaanse team Rumi op een Honda RC30 van start ging. Merkel wist weliswaar slechts twee van de zeventien verreden omlopen winnen, maar veroverde echter toch vlak voor de Italiaan Fabrizio Pirovano de wereldtitel. In 1989 kon hij dit succes evenaren en won, wederom met minimaal verschil, van zijn merkencollega Stéphane Mertens de titel. Merkel startte nog tot 1993 in het wereldkampioenschap, maar kon niet meer aan zijn successen tippen. In totaal reed hij 114 wk superbike races, waarvan hij er acht wist te winnen.
Naast zijn deelname aan de superbike, nam Merkel in 1989 op Honda ook aan drie races in de 500 cc-klasse van het wereldkampioenschap wegrace deel. De elfde plaats bij de Grand Prix van Groot-Brittannië in Donington was hierbij zijn beste resultaat.
In 1994 keerde Merkel terug naar de Verenigde Staten en nam nog twee jaar in verschillende klassen van het Amerikaans kampioenschap deel. Aan het einde van het seizoen 1995 beëindigde een ongeval zijn actieve loopbaan. In 2001 werd hij in de Motorcycle Hall of Fame van de American Motorcyclist Association opgenomen. Na zijn carrière trok Merkel met zijn familie naar Nieuw-Zeeland en richtte daar een onderneming in de grondstofverwerking op.

## Successen
- 1984 – Winnaar van de 8 uren van Suzuka op Honda samen met Mike Baldwin
- 1984 – Amerikaans kampioen superbike op Honda
- 1985 – Amerikaans kampioen superbike op Honda
- 1986 – Amerikaans kampioen superbike op Honda
- 1988 – wereldkampioen superbike op Honda
- 1989 – wereldkampioen superbike op Honda
- 1991 – Italiaans kampioen superbike op Honda